# Drilaster bicolor
Drilaster bicolor is een keversoort uit de familie glimwormen (Lampyridae). De wetenschappelijke naam van de soort is voor het eerst geldig gepubliceerd in 1968 door Satô.